# Epieuryceros
Epieuryceros is een geslacht van uitgestorven hertachtigen uit de Capreolinae die tijdens het Plioceen en Pleistoceen in Zuid-Amerika leefden.

## Vondsten
Het geslacht Epieuryceros omvat twee soorten: de typesoort E. truncatus (Ameghino, 1889) uit de South American Land Mammal Age Ensenadan (Laat-Plioceen tot Midden-Pleistoceen) en E. proximus (Castellano, 1945) uit het Bonaerian (Midden-Pleistoceen) en het Lujanian (Laat-Pleistoceen). Fossielen van beide soorten zijn gevonden in Argentinië.

## Kenmerken
Epieuryceros was een groot hert. Het gewei was groot met meerdere kleine vertakkingen aan het uiteinde. Epieuryceros bewoonde gebieden met struikgewas en een vochtig klimaat.